# 中野悟
中野 悟（なかの さとる、1947年1月9日 - ）は、日本の元競泳選手。広島県出身。1964年東京オリンピック・1968年メキシコシティーオリンピック日本代表。

## 経歴
広島市立高陽中学校、大阪府立桜宮高等学校、早稲田大学卒。
1964年東京オリンピック選考会兼日本選手権の1500m自由形で2位に入り、オリンピック代表に選出された。1964年東京オリンピックでは1500m自由形に出場し、予選落ちとなった。
1968年メキシコシティー選考会兼日本選手権の200m自由形で2位に入り、2大会連続となるオリンピック代表に選出された。1968年メキシコシティーオリンピックの200m自由形で予選落ち、400mフリーリレーで8位、800mフリーリレーで予選落ちだった。